# Кисель, Евстафий
Евстафий (Остафий) Кисель (пол. Eustazjusz Kisiel, укр. Євстафій (Остафій) Кисіль) — педагог, поэт и переводчик Речи Посполитой. Бывший униат.
В середине XVII века Остафию Киселю принадлежало местечко Кисилин на Волыни. Кисель, будучи социанином (или ариянином) основал здесь протестантскую святыню, несколько арианских школ, где происходили их «синоды» и куда съезжалося много «польских братьев». Учёный и знаток нескольких европейских языков Е. Кисель около 1614 года был первым ректором высшего социнианского училища. В 1625 году — советником школы, в которой сам преподавал и распространял на Волыни арианство.
В литературе Е. Кисель известен своими стихотворениями на греческом языке (стихотворение на смерть Потоцкого издано в 1628 г.), переводом на греческий язык книги Фомы Кемпийского «О подражании Христу», изданной во Франкфурте-на-Одере в 1626 году, и, в особенности, полемическим сочинением «Антапология», направленным против «Apologia» Мелетия (Смотрицкого) и вызванным нападками Смотрицкого на православных, за их сочувствие, будто бы, учению протестантов и других еретиков. «Антапология» издана в 1632 году, под псевдонимом Геласия Диплица, и посвящена Петру Могиле.